# 자가염증 질환
자가염증 질환(영어: autoinflammatory disease, AID)은 선천 면역 체계의 기능 장애로 인해 발생하는 희귀 질환군이다. 이러한 반응은 일반적으로 적응 면역의 개입 없이 주기적 또는 만성적인 전신 염증을 특징으로 한다.

## 같이 보기
- 벡사스 증후군
- 주기성 발열 증후군